# Xã Kaw, Quận Wabaunsee, Kansas
Xã Kaw (tiếng Anh: Kaw Township) là một xã thuộc quận Wabaunsee, tiểu bang Kansas, Hoa Kỳ. Năm 2010, dân số của xã này là 261 người.